# Белогубый питон
Белогубый питон (лат. Leiopython albertisii) — неядовитая змея из семейства питоновых. Видовое латинское название дано в честь итальянского естествоиспытателя Луиджи Марии Д’Альбертиса.

## Описание

### Внешний вид
Длина тела до 2 метров, изредка встречаются 3-метровые особи. Верхняя сторона тела коричневая или каштановая с радужным отливом. Бока жёлто-коричневые, а нижняя сторона светло-кремовая. Голова чёрная. На «губах» чёткие поперечные чёрно-белые полосы.

### Распространение
Белогубый питон обитает на островах Новой Гвинеи и Индонезии от западной части Новой Гвинеи и маленького острова Салавати на севере до островов в проливе Торреса (Квинсленд) на юге.

### Образ жизни
Живёт в разных биотопах, но больше всего любит прибрежные дождевые леса.

### Размножение
Брачный период с июля по сентябрь. С сентября по ноябрь самки откладывают по 10—18 яиц. Период инкубации длится 60—70 дней.

### Питание
Кормится по большей части небольшими млекопитающими, но может ловить и птиц.